# Cyrkwa
Cyrkwa (bułg. Църква) – wieś w Bułgarii, w obwodzie Dobricz, w gminie Bałczik. Według danych szacunkowych Ujednoliconego Systemu Ewidencji Ludności oraz Usług Administracyjnych dla Ludności, 15 marca 2016 roku miejscowość liczyła 336 mieszkańców.